# بطولة ويمبلدون 1877
بدأت بطولة ويمبلدون لأول مرة متضمنتاً تسجيل 22 لاعب.

## النهائي
سبنسر غور هزم  ويليام مارشال. النتيجة: 6-1 6-2 6-4